# 남해 대방산 봉수대
남해 대방산 봉수대(南海 臺方山 烽燧臺)는 대한민국 경상남도 남해군 창선면 옥천리, 대방산에 있는 조선시대의 봉수대이다. 2003년 6월 12일 경상남도의 기념물 제248호로 지정되었다.

## 개요
창선면 대방산 정상부에 있다. 봉수대로 오르는 길은 옥천에서 오르는 동쪽로, 사포에서 오르는 서쪽로와 상신리에서 오르는 북쪽로가 있다. 금산 봉수대에서 받아 사천의 각산 봉수대로 이어주는 중계지이다. 이 봉수대의 조응관계를 진주목장 창선도 지도에는 남해 금산봉수와 진주 각산봉수에 두고 있다.
대방산 봉수대의 높이는 8.6m, 둘레 13.6m이다. 문헌기록으로 보면 1455년에서 1468년 사이에 축조된 것으로 보인다. 1895년 5월 9일 각 처의 봉수대와 봉수군을 군부의 주청에 따라 없애라는 조선왕조실록의 기록에 따르면 대방산 봉수대 역시 이 때 없어진 것이 확실하다.

## 지정 사유
경상도지리지 등 문헌 기록으로 미루어 조선시대 전기에 축조된 5거식 봉수대로 중앙 원형 망대와 5개의 연대 형태가 잘 보존되어 있으며 남해 금산, 설흘산, 창성 옥천, 창선 사포, 사천 각산으로 이어지는 간봉으로 추정된다. 따라서, 도기념물로 보존·관리하는 것이 타당하다고 사료된다.

## 현지 안내문
봉수는 높은 산에 올라가서 밤에는 횃불로, 낮에는 연(燧)로 급한 소식을 전하던 전통시대의 통신제도이다. 이 제도는 처음에 외적의 침입을 알리는 군사적 목적에서 실시되었다. 한국에서는 기록상 고려 중기(12,3세기)에 이 제도가 나타나지만, 실제로는 삼국시대 이전부터 실시된 것으로 추정된다. 그러나 한국에서 봉수제가 체계적으로 정비된 때는 왜구의 침입이 극심했던 고려 말기와 조선 초기 이후였다.
대방산 산정부에 위치한 대방산 봉수대는 고려 명종(1171~1197)때 설치되어 조선시대까지 사용되었던 것으로 추정된다. 이 봉수대는 조선시대 다섯 곳의 봉수로 가운데서 동래에서 서울로 연결되는 제2봉수로에 속한 것으로, 남해 금산봉수대로부터 연결 받은 봉수를 북쪽의 사천 각산 봉수대로 연결하고 있다. 현재 봉수대의 원형은 찾을 수 없지만, 이곳이 봉수대 자리였음을 알려주는 지름 13m, 높이 3m의 석축과 연대로 추정되는 유지, 그리고 건물터 가 남아 있다.

## 참고 자료
- 남해대방산봉수대 - 국가유산청 국가유산포털